# Lanivți
Lanivți (în ucraineană Ланівці) este localitatea de reședință a comunei Lanivți din raionul Borșciv, regiunea Ternopil, Ucraina.

## Demografie
Componența lingvistică a localității Lanivți
     Ucraineană (99,91%)
     Alte limbi (0,09%)
Conform recensământului din 2001, majoritatea populației localității Lanivți era vorbitoare de ucraineană (99,91%), existând în minoritate și vorbitori de alte limbi.